# Casearia velutina
Casearia velutina là một loài thực vật có hoa trong họ Liễu. Loài này được Blume mô tả khoa học đầu tiên năm 1850.